# Selma Kajan
Selma Kajan, född 30 juli 1991, är en australisk friidrottare. Hon deltog vid olympiska sommarspelen 2016.